# Пастушенко Сергій Іванович
Пастушенко Сергій Іванович (нар. 23 серпня 1959, Миколаїв) — доктор технічних наук (2004), професор (2005), заслужений працівник освіти України (2001), завідувач кафедри Відокремленого підрозділу Національного університету біоресурсів і природокористування України «Бережанський агротехнічний інститут» (з 2016).

## Біографія
Народився 23 серпня 1959 року, у м. Миколаєві Миколаївської області в родині службовців. У 1976 році після закінчення Миколаївської середньої школи № 7, поступив у Миколаївську філію Одеського інженерно-будівельного інституту (сьогодні Одеська державна академія будівництва та архітектури), яку закінчив у 1981 році за спеціальністю сільськогосподарське будівництво, має диплом з відзнакою. У 1979—1981 роках був бійцем, командиром зонального штабу студентських будівельних загонів.
Трудову діяльність почав завідувачем лабораторією Миколаївської філії Одеського інженерно-будівельного інституту. У 1981—1983 роках служба у Збройних силах СРСР. З 1983 по 1984 рік — заступник директора Миколаївської філії Одеського інженерно-будівельного інституту.
У Миколаївській філії Одеського сільськогосподарського інституту (згодом Миколаївському сільськогосподарському інституті, Миколаївській державній аграрній академії, Миколаївському державному аграрному університеті) працював 27 років, з часу її заснування — заступником директора (1984—1987), заступником декана факультету, старшим викладачем (1987—1990), деканом факультету (1990—2007). Колектив факультету було визнано провідним у 2003—2007 роках, на підставі рейтингу Міністерства аграрної політики України (посідав II-е місце серед аграрних вищих навчальних закладів держави). У 2001—2007 р. отримано ліцензії і проведена акредитація за всіма освітньо-кваліфікаційними рівнями для спеціальностей — «Професійне навчання. Механізація сільськогосподарського виробництва та гідромеліоративних робіт» і «Енергетика сільськогосподарського виробництва». У 2000—2007 р. — завідувач кафедри теоретичної та прикладної механіки, яка Департаментом вищої аграрної освіти Міністерства аграрної політики України за результатами роботи колективу була визнана базовою.
17 жовтня 1989 року в Одеському інженерно-будівельному інституті захистив кандидатську дисертацію на тему: «Перераспределение усилий в стальных и бистальных изгибаемых конструкциях при ограниченных пластических деформациях». У 1992 році йому було присвоєно вчене звання доцента кафедри теоретичної механіки.
З 1998 року працює у науковому напрямі — підвищення енергетичної ефективності техніки і технологій, заснованому на розроблених оригінальних методах аналізу, синтезу й оптимізації енергоперетворювальних систем сільськогосподарських технічних об'єктів.
21 вересня 2004 року в Національному аграрному університеті захистив докторську дисертацію на тему: «Розвиток наукових основ розробки сільськогосподарської техніки підвищеної енергоефективності». зі спеціальності 05.05.11 — машини і засоби механізації сільськогосподарського виробництва, а 21 квітня 2005 року було присвоєно вчене звання професора кафедри теоретичної та прикладної механіки.
Проректор, завідувач кафедри Національного аграрного університету у 2007—2008 р., де було отримано ліцензію Міністерства освіти і науки України на підготовку фахівців напряму «Будівництво», ліцензію Міністерства регіонального розвитку та будівництва України на виконання спеціальних видів проектно-конструкторських і будівельних робіт у структурних підрозділах університету. Розроблена і започаткована реалізація Концепції розвитку будівництва і реконструкції університету.
У 2008—2011 р. — проректор Херсонського державного аграрного університету, завідувач кафедри. Було сформовано базу інноваційних проектів і програм науковців університету, започатковано створення навчально-науково-інноваційних підрозділів. Студентська наукова робота систематизована, щодо участі у Всеукраїнських олімпіадах і конкурсах наукових робіт.
Директор навчально-наукового інституту Чорноморського державного університету імені Петра Могили у 2011—2016 р. Була отримана ліцензія Міністерства освіти і науки України на підготовку фахівців напряму «Будівництво» і започаткована їх професійна підготовка.
З вересня 2016 року завідувач кафедри Відокремленого підрозділу Національного університету біоресурсів і природокористування України «Бережанський агротехнічний інститут». З жовтня 2019 року експерт Національного агентства із забезпечення якості вищої освіти зі спеціальностей: 133 - Галузеве машинобудування, 208 – Агроінженерія.
Нагороджений медаллю «За трудову відзнаку» (1981), присвоєне почесне звання «Заслужений працівник освіти України» (2001), нагороджений відзнакою «Знак Пошани» Міністерства аграрної політики України (2004).

## Громадська робота
- академік Академії наук вищої школи України (з 2005);
- академік Міжнародної академії аграрної освіти (з 2010);
- іноземний член Комісії моторизації і енергетики рільництва Відділу Польської академії наук в Любліні (з 2005);
- член експертної ради ВАК України з галузевого машинобудування (2010—2011);
- заступник голови, член науково-методичних комісій з вищої освіти науково-методичної ради Міністерства освіти і науки України (1992—2016);
- член спеціалізованої ради Д 26.004.06 у Національному університеті біоресурсів і природокористування України (з 2005);
- член спеціалізованої ради Д 18.819.01 у Таврійському державному агротехнологічному університеті (з 2011);
- член редакційних колегій наукових фахових збірників України Вісник аграрної науки Причорномор'я і Польщі TЕКА та MOTROL.
- резидент «Кабінету експертів» громадянського руху «Всі разом!»